# Liste finnischer Exonyme für deutsche Toponyme
In dieser Liste werden Orten im deutschen Sprachraum (Städte, Flüsse, Inseln etc.) die Bezeichnungen gegenübergestellt, die im Finnischen üblich sind. 

## A
- Ala-Itävalta: Niederösterreich
- Ala-Saksi: Niedersachsen

## B
- Baijeri: Bayern
- Berliini: Berlin
- Bodenjärvi: Bodensee
- Böömi: Böhmen

## E
- Etelä-Tiroli: Südtirol

## F
- Flensburginvuono: Flensburger Förde
- Friisein saaret: Friesische Inseln
- Friisinmaa: Friesland

## H
- Hampuri: Hamburg
- Helgolandinlahti: Helgoländer Bucht

## I
- Itäfriisein saaret: Ostfriesische Inseln
- Itä-Friisinmaa: Ostfriesland
- Itämeri: Ostsee
- Itävalta: Österreich

## K
- Kielinlahti: Kieler Bucht
- Kielin kanava: Nord-Ostsee-Kanal

## L
- Länsifriisein saaret: Westfriesische Inseln
- Lechtalin Alpit: Lechtaler Alpen
- Lüneburgin nummi: Lüneburger Heide
- Lyypekki: Lübeck

## M
- Määri: Mähren
- Mecklenburg-Etu-Pommeri: Mecklenburg-Vorpommern
- Mecklenburgin järviylänkö: Mecklenburgische Seenplatte

## N
- Neusiedlerjärvi: Neusiedlersee

## O
- Ötztalin Alpit: Ötztaler Alpen

## P
- Pohjanmeri: Nordsee
- Pohjoisfriisein saaret: Nordfriesische Inseln
- Pommeri: Pommern
- Pommerinlahti: Pommersche Bucht
- Preussi: Preußen

## R
- Rein: Rhein
- Reininmaa: Rheinland
- Reinin putoukset: Rheinfall
- Reinin tasanko: Rheinebene

## S
- Saarinmaa: Saarland
- Saksa: Deutschland
- Saksi: Sachsen
- Saksi-Anhalt: Sachsen-Anhalt
- Sleesia: Schlesien
- Svaabinmaa: Schwaben
- Sveitsi: Schweiz

## T
- Tiroli: Tirol
- Tonava: Donau

## V
- Veiksel: Weichsel

## Y
- Ylä-Itävalta: Oberösterreich